# 外国地名译名手册

1993年12月版，910页

《外国地名译名手册》是中华人民共和国国务院下属机构中国地名委员会，为了消除社会上外国地名翻译的混乱，统一规范外国地名的汉译而编写的词典。收录国家（地区）名、首都（首府）名、各国一级行政区域名、较重要的居民点以及自然地理实体名称，并收录部分历史地名。每条地名包括罗马字母拼写、汉字译名、所在地域、地理坐标4项内容。
本书初版于1983年出版，收录外国地名一万七千多条。1993年，中国地名委员会鉴于1983年版所收的地名较少，不能满足社会上的要求，遂将此书扩充成篇幅更大的《外国地名译名手册》（中型本）重新出版，中型本收录地名九万五千多条。
本书主编周定国此后又主编了《世界地名翻译大辞典》，收录地名17万7000余条，已于2008年1月出版。

## 内容
1993年版的《外国地名译名手册》内容为：
- 凡例
- 国家和地区代称对照，按汉语首字拼音次序排列
- 地理通名缩写全称对照表
- 正文：收录英、法、德、俄、西班牙、意大利、荷兰、匈牙利、比利时、印度、泰国、日本、阿拉伯等50多国的地名[註 1]（包括地区、城市、乡镇、山川等），以拉丁字母循序排列。
- 附录：
  - 世界各地区中外简称全称对照表
  - 常见地理通名